# Río Malo
El río Malo es un corto río de España, afluente del río Esla, que atraviesa la comarca de la Tierra de Alba, situada en el oeste de la provincia de Zamora. Mezcla sus aguas con el Esla en frente de Villaflor. El cauce de este río pasa por Videmala y su valle separa los pueblos de Villaflor (Zamora) y Villanueva de los Corchos. 

## El puente
Entre Villaflor y Villanueva de los Corchos se ha construido un nuevo puente, cuya fábrica se inició en 1996 y comenzó a funcionar el verano de 1998. Con su puesta en funcionamiento dejó de funcionar la famosa barca de Villaflor.